# Hosur
Hosur (tàmil ஓசூர், telugu హొసూరు) és una ciutat i municipalitat al districte de Krishnagiri a Tamil Nadu, Índia. Al cens el 2001 figura amb una població de 84.310 habitants; la població el 1881 era de 5.869 i el 1901 de 6.695. A l'oest de la ciutat hi ha un antic fort que apareix esmentat a les guerres de Mysore contra Tipu Sultan i que hauria estat construït pel sobirà per un enginyer anglès de nom Hamilton; aquest i dos altres presoner foren bàrbarament decapitats quan Lord Cornwallis s'acostava el 1791. La residència administrativa britànica fou coneguda localment com "El castell" i fou construïda en l'estil d'un castell medieval anglès pel col·lector Brett (1859-62), quan Hosur era capçalera del districte de Salem. A 6 km al sud, a Mattagiri, hi havia un dipòsit de material de guerra i cavalleria.